# Yuki Shibamiya
Yuki Shibamiya (japanisch 柴宮 幸 Shibamiya Yuki) ist eine japanische Mangaka. 

## Werdegang und Werk
Die erste Serie von Shibamiya, die kommerziell veröffentlicht wurde, war 2016 Joyful! Share Mate Bu. Sie erschien, wie auch spätere Werke von ihr, im Mädchen-Magazin Hana to Yume. Die meisten ihrer Mangas sind Liebesgeschichten und Komödien, manche spielen im Schulalltag und andere in Fantasy-Welten. Es folgten weitere Kurzgeschichten und kurze Serien, von denen Boys will be Cats ab 2020 als erste ihrer Mangas auch auf Deutsch erschien. Die Geschichte erzählt von Schulschlägern, die sich in Katzen verwandeln. Shibamiyas erste längere Serie startete 2020 mit Die Dienerin des verfluchten Kindes. Die romantische Fantasy-Komödie dreht sich um ein unsterbliches Mädchen und einen verfluchten Prinzen. Ab 2021 erschien sie auch auf Deutsch. Seit 2023 wird in Japan Mein Gemahl, sein Geisterschloss und ich veröffentlicht, das von einem zu Tode verurteilten Mädchen erzählt, die an Stelle der Hinrichtung ihr Leben in einem Geisterschloss fristen muss. Die Serie erscheint seit Juli 2025 auf Deutsch.

## Bibliografie (Auswahl)
- Joyful! Share Mate Bu (ジョイフル！ シェアメイト部, 2016)
- Boys will be Cats (ねこ男子 ニャンキーハイスクール Neko Danshi: Nyankii High School, 2017–2018, 2 Bände)
- Kuwaremasen ka? (喰われ魔せんか？, 2019–2020, 1 Band)
- Die Dienerin des verfluchten Kindes (呪い子の召使い Noroi Ko no Meshitsukai, 2020–2023, 9 Bände)
- Zainin Kagayaki Hime no Nandai (罪人輝き姫の難題, 2021, 1 Band, Kurzgeschichtensammlung)
- Kazeyobi no Makana (風呼びのマカナ, 2023, 2 Bände)
- Mein Gemahl, sein Geisterschloss und ich (幽霊城の旦那様 Yūreijō no Danna-sama, seit 2023, 3 Bände)